# 가쓰라노미야 다케히토 친왕
카츠라노미야 타케히토 친왕(일본어: 桂宮盛仁親王 かつらのみや たけひとしんのう[*], 분카 7년 6월 27일 (1810년 7월 28일) - 분카 8년 5월 17일 (1811년 7월 7일))은 에도 시대 후기의 일본의 황족이다. 10대 카츠라노미야이다. 고카쿠 천황의 4황자이고, 어머니는 히가시보죠 마스나가의 딸인 스가와라 카즈코이다. 아명은 이와노미야(磐宮)이다.
분카 7년 (1810년) 9월에 아버지 고카쿠 천황의 명으로 쿄고쿠노미야를 계승하고, 카츠라노미야로 궁호를 개칭했다. 분카 8년 (1811년) 5월 16일 친왕 선하를 받고, 타케히토라는 이름을 받았지만, 다음날인 5월 17일에 1살의 나이로 사망했다. 법명은 쇼가쿠인 (正覚院)이다.
| 전임 쿄고쿠노미야 킨히토 친왕 | 제10대 카츠라노미야 1810년 - 1811년 | 후임 카츠라노미야 미사히토 친왕 |